# Oskar Wolff (Chemiker)
Oskar Wolff (* 26. Februar 1858 in Walsrode; † 1. September 1943 ebenda) war ein deutscher Chemiker, Industrieller und Politiker.

## Leben
Oskar Wolff wurde als zweites von vier Kindern des Walsroder Pulverfabrikanten Wilhelm Wolff und seiner Frau Clara, geb. Marcard, geboren. Er besuchte bis etwa 1871 die Rektorschule in Walsrode. Danach wechselte er für zwei Jahre auf die Handelsschule in Hildesheim und für zwei weitere Jahre auf die Wöhlerschule in Frankfurt am Main. Von 1875 bis 1877 absolvierte er eine Ausbildung im Walsroder Handelskontor der Deutschen Pulverfabriken AG. Nach deren Auflösung im Jahre 1876 firmierten die väterlichen Betriebe, im benachbarten Bomlitz gelegen, unter dem Namen Wolff & Co KGaA. 1877 ging er zum Studium der Chemie an die  Polytechnische Schule Hannover. Er wurde im Corps Saxonia Hannover aktiv. Bereits 1878, also noch während des Studiums, erhielt er Prokura in den väterlichen Firmen. 1879 setzte er das Studium an der  Technischen Hochschule Charlottenburg fort; er brach es jedoch auf Wunsch seines Vaters ab und kehrte nach Walsrode zurück. Ab Herbst 1880 leistete er seinen Militärdienst. 1882 heiratete er Maria Heyn aus Lüneburg.
1886 übernahm Oskar Wolff nach dem Tod seines Vaters die Werksleitung und Geschäftsführung von Wolff & Co. 1887 schloss er einen Kartellvertrag mit der Pulverfabrik Cramer & Buchholz in Rönsahl ab. Das Kartell wurde 1889 um die beiden anderen bedeutenden deutschen Pulverproduzenten, die sich 1890 zu den Vereinigten Köln-Rottweiler Pulverfabriken AG zusammenschließen sollten, erweitert. 1888 begann Wolff neben Schwarzpulver auch rauchloses Schießpulver herzustellen. Weitere Produkte waren Nitrozellulose, sog. Schießbaumwolle, und Jagdpatronen. Nach dem Ersten Weltkrieg nahm er die Produktion von Viskoseprodukten auf. Hierzu gehörten das glasklare Papier Transparit, Kunstdarm für Lebensmittelverpackungen (Walsroder Darm), Elektroisoliermaterial und Flaschenkapseln.
Während die anderen Mitglieder des Pulverkartells 1926 in der I.G. Farbenindustrie AG aufgingen, bewahrte Wolff & Co. seine Eigenständigkeit. Die I.G. Farben hielten jedoch 75 % der Kommanditaktien. Oskar Wolff führte das Unternehmen über 55 Jahre bis zum 1. Januar 1943. Er war Vorstandsmitglied der Sektion III der Berufsgenossenschaft der chemischen Industrie.
Im Kaiserreich war Oskar Wolff Mitglied des Hannoverschen Provinziallandtages (1889 bis 1920) und des Preußischen Abgeordnetenhauses. Während der Weimarer Republik war er Bürgervorsteher-Worthalter der Stadt Walsrode (1896–1933) und Deputierter des Kreises Fallingbostel. In der Zeit des Nationalsozialismus stellte er sich gegen die Gleichschaltung der kommunalen Gremien des Kreises Fallingbostel.

## Ehrungen
- Dienstauszeichnung
- Roter Adlerorden 4. Klasse
- Königlicher Kronen-Orden (Preußen) 3. Klasse
- Verdienstkreuz für Kriegshilfe (Preußen)
- Eisernes Kreuz am weißen Bande
- 1916: Dr.-Ing. e. h. der  Technischen Hochschule Hannover[3]
- 1927: Ehrenbürger der Stadt Walsrode[1]
- 1932: Karmarsch-Denkmünze, verliehen am 12. November des Jahres[1]
- Oskar-Wolff-Straße in Walsrode